# 独立城 (加利福尼亚州)
独立城是加利福尼亞州因約縣的縣治。本城位於毕晓普東南偏南41英里（66），海拔3930英尺（1198米）。

## 人口

### 2010年
根據2010年人口普查，独立城擁有669居民。其人口密度為每平方英里137.4居民（每平方公里53居民）。而人口是由73.7%白人、0.9%黑人、14.6%土著、1.2%亞洲人、0.1%太平洋岛民、4.2%其他種族和5.2%混血构成。而西班牙裔或拉丁美洲人佔了人口13.9%。
在301住户中，有18.9%擁有一個或以上的兒童（18歲以下）、43.5%為夫妻、9.3%為單親家庭、40.5%為獨居、15.6%住戶有同居長者。平均每戶有2人，而平均每個家庭則有2.7人。603人，即90.1%居民組成了住戶；8人，即1.2%居民組成了非制度化的集體宿舍；而58人，即8.7%居民為獨居。本城擁有159家庭，佔了住戶的52.8%。在669居民中，有14.9%為18歲以下、8.1%為18至24歲、17.5%為25至44歲、38.7%為45至64歲以及20.8%為65歲以上。人口的年齡中位數為51.1歲，女子對男子的性別比為100：105.8，成年女子對成年男子的性別比則為100：106.2。